# Станкин, Владимир Васильевич
Владимир Васильевич Станкин (род. 2 января 1974, Саранск) — российский легкоатлет, специалист по спортивной ходьбе. Выступал за сборную России по лёгкой атлетике в 1990-х и 2000-х годах, победитель Кубка Европы в командном зачёте, многократный победитель и призёр первенств всероссийского значения, бывший рекордсмен России в ходьбе на 20 км, участник чемпионата мира в Хельсинки. Представлял Москву, Челябинскую область, Мордовию. Мастер спорта России международного класса.

## Биография
Владимир Станкин родился 2 января 1974 года в Саранске.
Занимался спортивной ходьбой под руководством тренера Н. А. Беровицкой.
Дебютировал на международном уровне в сезоне 1992 года, когда вошёл в состав Объединённой команды, собранной из спортсменов бывших советских республик, и выступил на юниорском мировом первенстве в Сеуле. Тем не менее, в ходе прохождения дистанции 10 000 метров был дисквалифицирован.
В 1996 году в составе российской национальной сборной стартовал на Кубке Европы по спортивной ходьбе в Ла-Корунье, соревновался на дистанции 20 км, но не финишировал.
В 1998 году в той же дисциплине выиграл бронзовую медаль на открытом чемпионате России по спортивной ходьбе в Ижевске.
Будучи студентом, в 1999 году представлял Россию на Универсиаде в Пальме — в программе ходьбы на 20 км был дисквалифицирован.
В 2000 году взял бронзу на зимнем чемпионате России в Адлере, занял 44-е место на Кубке Европы в Айзенхюттенштадте.
На зимнем чемпионате России 2001 года в Адлере получил серебро.
В 2003 году стал бронзовым призёром на чемпионате России в Чебоксарах.
В 2004 году на зимнем чемпионате России в Адлере превзошёл всех соперников в дисциплине 20 км, показав при этом лучший результат мирового сезона и превысив действующий рекорд страны на 23 секунды — 1:17.23. На последовавшем Кубке мира в Наумбурге показал 11-й результат.
В 2005 году выиграл бронзовую медаль на зимнем чемпионате России в Адлере. На Кубке Европы в Мишкольце стал бронзовым призёром в личном зачёте 20 км и тем самым помог своим соотечественникам выиграть командный зачёт. На чемпионате мира в Хельсинки финишировал шестым.
На чемпионате России 2006 года в Саранске в дисциплине 20 км получил серебро.
Завершил спортивную карьеру по окончании сезона 2009 года.
За выдающиеся спортивные достижения удостоен почётного звания «Мастер спорта России международного класса».
Младшая сестра Ирина Станкина — так же титулованная легкоатлетка, чемпионка мира, заслуженный мастер спорта по спортивной ходьбе.